# 光叶薯蓣
光叶薯蓣（学名：Dioscorea glabra）是薯蓣科薯蓣属的植物。分布于中南半岛、印度、印度尼西亚以及中国大陆的云南、广西等地，生长于海拔250米至1,500米的地区，多生于沟旁的常绿阔叶林下、山坡、路边及灌丛中，目前尚未由人工引种栽培。

## 别名
苦山药（云南景洪），莨菇（广西龙津）